# 204. motorizirana strelska divizija (ZSSR)
204. motorizirana strelska divizija je bila motorizirana strelska divizija Rdeče armade v času druge svetovne vojne.

## Zgodovina
Divizija je bila ustanovljena aprila 1941 v Volhovsku in bila uničena avgusta istega leta v Jelni.